# Cryptoribatula taishanensis
Cryptoribatula taishanensis är en kvalsterart som beskrevs av Arthur P. Jacot 1934. Cryptoribatula taishanensis ingår i släktet Cryptoribatula och familjen Pirnodidae. Inga underarter finns listade i Catalogue of Life.